# ميروسلاف ديموفيتش
ميروسلاف دويموفيتش مواليد 19 أكتوبر 1978 في بيخاتش، جمهورية البوسنة والهرسك الاشتراكية، هو لاعب كرة قدم بوسني. يلعب كمهاجم. مثّل منتخب البوسنة والهرسك لكرة القدم.

## المسيرة الاحترافية

### أندية لعب لها
- نادي دينامو زغرب
- نادي شيروكي برييغ

## روابط خارجية
- ميروسلاف ديموفيتش على موقع قاعدة بيانات كرة القدم.إي يو (الإنجليزية)
- ميروسلاف ديموفيتش على موقع ناشيونال فوتبول تيمز (الإنجليزية)